# Гартлі Павер
Гартлі Павер (англ. Hartley Power, уроджений: Генрі С. Павер; 14 березня 1894, Нью-Йорк, США — 29 грудня 1966, Брайтон, Англія, Велика Британія) — британський актор американського походження. Найбільш відомим за роллю Геннессі у стрічці «Римські канікули».

## Життєпис
У 1944 році одружився з британською акторкою Бетті Пол, з якою прожив у шлюбі до 1955 року. 

## Фільмографія
| Рік  |    | Українська назва                     | Оригінальна назва          | Роль                                  |
| ---- | -- | ------------------------------------ | -------------------------- | ------------------------------------- |
| 1931 | ф  | Вниз по річці                        | Down River                 | Лінґард                               |
| 1933 | ф  | Так, містер Бравн                    | Yes, Mr Brown              | містер Бравн                          |
| 1933 | ф  | П'ятниця тринадцяте                  | Friday the Thirteenth      | Джонні, американський турист          |
| 1933 | ф  | Тітка Саллі                          | Aunt Sally                 | Кларк                                 |
| 1934 | ф  | Вічнозелений                         | Evergreen                  | Тредвелл                              |
| 1936 | ф  | Докази присяжних                     | Jury's Evidence            | Едґар Трент                           |
| 1936 | ф  | Жити небезпечно                      | Living Dangerously         | окружний прокурор                     |
| 1938 | ф  | Повернення жаби                      | The Return of the Frog     | Сендфорд                              |
| 1940 | ф  | Вікно у Лондоні                      | A Window in London         | Макс Престон                          |
| 1941 | ф  | Атлантичний пором                    | Atlantic Ferry             | Семюел «Сем» Кунард                   |
| 1942 | ф  | Алібі                                | Alibi                      | Ґордон                                |
| 1945 | ф  | Людина з Марокко                     | The Man from Morocco       | полковник Беґлі                       |
| 1945 | ф  | Шлях до зірок                        | The Way to the Stars       | полковник                             |
| 1945 | ф  | Глибокої ночі                        | Dead of Night              | Сильвестр Кі                          |
| 1946 | ф  | Дівчина на мільйон                   | A Girl in a Million        | полковник Шульцман                    |
| 1952 | тф | Людина з пістолетом                  | The Man with the Gun       | Джордж Моффат                         |
| 1953 | ф  | Римські канікули                     | Roman Holiday              | Геннессі, редактор Джо                |
| 1954 | ф  | Сину Дороті                          | To Dorothy a Son           | Сай Деніел                            |
| 1954 | ф  | Банкнота в мільйон фунтів стерлінгів | The Million Pound Note     | Ллойд Гастінґс                        |
| 1955 | с  | Дуґлас Фербенкс презентує            | Douglas Fairbanks Presents | суддя Марк Лівінґстон / Татум / Люден |
| 1955 | с  | Лондонський театр                    | London Playhouse           | містер Ферґюсон                       |
| 1957 | ф  | Острів під сонцем                    | Island in the Sun          | Бредшов, американський журналіст      |